# Cleopatra Tea
Cleopatra Tea Evetèria (in greco antico: Κλεοπάτρα Θεὰ Εὐετερία?, Kleopàtra Theà Eueterìā; 164 a.C. circa – 121 a.C.), conosciuta semplicemente come Cleopatra Tea, è stata regina egizia del periodo tolemaico, regnante nell'impero seleucide in quanto sposa di Alessandro I Bala, Demetrio II Nicatore e Antioco VII Evergete Sidete, madre di Antioco VI Dioniso e per proprio diritto.

## Biografia
Cleopatra apparteneva alla dinastia dei Tolomei, in quanto figlia del faraone Tolomeo VI. Il padre la diede in sposa, a Tolemaide, al sovrano seleucide Alessandro I Bala per suggellare la loro alleanza (150 a.C.): dal loro matrimonio nacque Antioco VI Dioniso (147 a.C.).
Nel 148 a.C. Tolomeo ruppe l'alleanza con Alessandro per stringerne una con il suo antagonista, Demetrio II, e fece divorziare Cleopatra per darla in sposa a quest'ultimo (146 a.C.). Alla morte di Alessandro, Antioco VI viene salvato dal generale Diodoto, che però dopo poco uccide Antioco per indossare la corona. Anche dal secondo matrimonio Cleopatra ebbe dei figli, Seleuco V Filometore, una figlia e Antioco VIII Gripo. Demetrio fu però catturato dai Parti e tenuto in ostaggio: il suo posto venne preso dal fratello, Antioco VII Sidete, che, allo scopo di rafforzare la propria posizione, sposò Cleopatra. I due ebbero almeno un figlio, Antioco IX Cizenico, mentre i nomi degli altri figli non sono noti.
Nel 129 a.C. Sidete venne ucciso e Demetrio, tornato sul trono, reclamò la propria sposa: Cleopatra, per evitare guai peggiori al figlio di Sidete, inviò Antioco IX nella città di Cizico, in Asia Minore (da cui prese il soprannome Cizico). Demetriò tentò invano di invadere l'Egitto in favore delle pretese dinastiche della madre di Cleopatra Tea, Cleopatra II, e, quando tornò in patria senza l'esercito che l'aveva abbandonato, cercò di rifugiarsi a Tolemaide Ermio (moderna el-Mansha), ma la città gli chiuse le porte per ordine di Cleopatra Tea: salito a bordo di una nave, venne assassinato per ordine della moglie.
Dal 125 al 121 a.C. Cleopatra regnò sulla Siria, uccidendo il primo figlio avuto da Demetrio, Seleuco V, che cercava di reclamare il trono del padre. Per legittimare il proprio regno, Cleopatra associò al trono il figlio Antioco VIII Gripo. Antioco divenne sempre meno controllabile, mentre cresceva, e Cleopatra decise di assassinarlo; di ritorno da una caccia, Antioco si vide offrire dalla madre, con insistenza, del vino: insospettito, la obbligò a berlo prima lei, e Cleopatra morì.

## Ascendenza
|               |            |             | Genitori               |  |  | Nonni |  |  | Bisnonni   |  |  | Trisnonni   |  |
|               |            |             |                        |  |  |       |  |  | Tolomeo IV |  |  | Tolomeo III |  |
|               |            |             |                        |  |  |       |  |  | Tolomeo IV |  |  | Tolomeo III |  |
|               |            | Berenice II |                        |  |  |       |  |  | Tolomeo IV |  |  |             |  |
| Tolomeo V     |            |             |                        |  |  |       |  |  | Tolomeo IV |  |  |             |  |
|               |            | Arsinoe III | Tolomeo III            |  |  |       |  |  |            |  |  |             |  |
|               |            | Arsinoe III | Tolomeo III            |  |  |       |  |  |            |  |  |             |  |
|               |            | Arsinoe III | Berenice II            |  |  |       |  |  |            |  |  |             |  |
| Tolomeo VI    |            | Arsinoe III |                        |  |  |       |  |  |            |  |  |             |  |
|               |            | Tolomeo III | Tolomeo II             |  |  |       |  |  |            |  |  |             |  |
|               |            | Tolomeo III | Tolomeo II             |  |  |       |  |  |            |  |  |             |  |
|               |            | Tolomeo III | Arsinoe I              |  |  |       |  |  |            |  |  |             |  |
| Arsinoe III   |            | Tolomeo III |                        |  |  |       |  |  |            |  |  |             |  |
|               |            | Berenice II | Magas (re di Cirene)   |  |  |       |  |  |            |  |  |             |  |
|               |            | Berenice II | Magas (re di Cirene)   |  |  |       |  |  |            |  |  |             |  |
|               |            | Berenice II | Apama II               |  |  |       |  |  |            |  |  |             |  |
| Cleopatra Tea |            | Berenice II |                        |  |  |       |  |  |            |  |  |             |  |
|               | Tolomeo IV | Tolomeo III |                        |  |  |       |  |  |            |  |  |             |  |
|               | Tolomeo IV | Tolomeo III |                        |  |  |       |  |  |            |  |  |             |  |
|               | Tolomeo IV | Berenice II |                        |  |  |       |  |  |            |  |  |             |  |
| Tolomeo V     | Tolomeo IV |             |                        |  |  |       |  |  |            |  |  |             |  |
|               |            | Cleopatra I | Antioco III            |  |  |       |  |  |            |  |  |             |  |
|               |            | Cleopatra I | Antioco III            |  |  |       |  |  |            |  |  |             |  |
|               |            | Cleopatra I | Laodice III            |  |  |       |  |  |            |  |  |             |  |
| Cleopatra II  |            | Cleopatra I |                        |  |  |       |  |  |            |  |  |             |  |
|               |            | Antioco III | Seleuco II             |  |  |       |  |  |            |  |  |             |  |
|               |            | Antioco III | Seleuco II             |  |  |       |  |  |            |  |  |             |  |
|               |            | Antioco III | Laodice II             |  |  |       |  |  |            |  |  |             |  |
| Cleopatra I   |            | Antioco III |                        |  |  |       |  |  |            |  |  |             |  |
|               |            | Laodice III | Mitridate II del Ponto |  |  |       |  |  |            |  |  |             |  |
|               |            | Laodice III | Mitridate II del Ponto |  |  |       |  |  |            |  |  |             |  |
|               |            | Laodice III | Laodice                |  |  |       |  |  |            |  |  |             |  |
|               |            | Laodice III |                        |  |  |       |  |  |            |  |  |             |  |

### Fonti primarie
- 1 Maccabei, 10-11
- Giuseppe Flavio, Antichità Giudaiche, xiii.80-92, 109-115, 221
- Appiano, Siriaca, 67-68

### Fonti secondarie
- Jona Lendering, "Cleopatra Thea" Archiviato l'11 ottobre 2013 in Internet Archive., Livius.org